# Wójcice (Jelcz-Laskowice)
Wójcice (deutsch Steindorf, 1945–1947 Kamienie) ist ein Dorf in Niederschlesien. Der Ort liegt in der Gmina Jelcz-Laskowice im Powiat Oławski in der polnischen Woiwodschaft Niederschlesien.

## Geographie

### Geographische Lage
Das Straßendorf Wójcice liegt 14 Kilometer südöstlich des Gemeindesitzes Jelcz-Laskowice (Jeltsch-Laskowitz), ca. 16 Kilometer nordöstlich von der Kreisstadt Oława (Ohlau) und rund 42 Kilometer südöstlich der Woiwodschaftshauptstadt Breslau. Der Ort liegt in der Nizina Śląska (Schlesische Tiefebene) innerhalb der Równina Oleśnicka (Oelser Ebene). Umgeben ist der Ort von weitläufigen Waldgebieten. Südlich des Ortes liegt das Landschaftsschutzgebiet Stobrawski Park Krajobrazowy. Östlich und südlich liegt die Grenze zur Woiwodschaft Opole.

### Ortsteile
Ortsteil von Wójcice ist der südlich gelegene Weiler Dobrzyń Mały (Klein Döbern).

### Nachbarorte
Nachbarort von Wójcice ist im Nordosten Biskupice Oławskie (Bischwitz).

## Geschichte
Der Ort wurde 1309 erstmals als Steynerdorff erwähnt. Eine weitere Erwähnung erfolgte 1366 als Steinerdorf.
Nach dem Ersten Schlesischen Krieg 1742 fiel Steindorf zusammen mit dem größten Teil Schlesiens an Preußen. 1783 zählte der Ort eine Bauern- und 23 Gärtnerstellen.
Nach der Neugliederung Preußens gehörte die Landgemeinde Steindorf ab 1815 zur Provinz Schlesien und war ab 1816 dem Landkreis Ohlau eingegliedert. 1874 wurde der Amtsbezirk Peisterwitz gegründet, welcher die Landgemeinden Peisterwitz und Steindorf und den Gutsbezirk Peisterwitz umfasste. 1885 zählte der Ort 1194 Einwohner.
1933 zählte Steindorf 1553, 1939 wiederum 1615 Einwohner. Bis 1945 befand sich der Ort im Landkreis Ohlau.
Als Folge des Zweiten Weltkriegs fiel Steindorf wie fast ganz Schlesien 1945 an Polen, wurde zunächst in Kamienie umbenannt und der Woiwodschaft Breslau angegliedert. Die deutsche Bevölkerung wurde, soweit sie nicht vorher geflohen war, weitgehend vertrieben. Die neu angesiedelten Bewohner waren zum Teil Heimatvertriebene aus Ostpolen. 1947 erfolgte die Ortsumbenennung zu Wójcice 1999 kam der Ort zum Powiat Oławski in der Woiwodschaft Niederschlesien.

## Sehenswürdigkeiten
- Die römisch-katholische Mariä-Geburt-Kirche (poln. Kościół Narodzenia Najświętszej Marii Panny) wurde 1894 für die altlutherische Gemeinde errichtet. Seit 1945 wird der Kirchenbau durch die katholische Gemeinde genutzt.[1]
- Denkmal für die ehemaligen Bewohner des Dorfes mit Holzkreuz
- Hölzernes Wegekreuz

## Vereine
- Freiwillige Feuerwehr OSP Wójcice
- Sportverein KS Zalesie Wójcice